# コンチェルヴィアーノ
コンチェルヴィアーノ（伊: Concerviano）は、イタリア共和国ラツィオ州リエーティ県にある、人口約280人の基礎自治体（コムーネ）。

## 地理

### 位置・広がり
リエーティ県のコムーネ。県都リエーティから南東へ14kmの距離にある。

#### 隣接コムーネ
隣接するコムーネは以下の通り。
- ロンゴーネ・サビーノ
- ペトレッラ・サルト
- リエーティ
- ロッカ・シニバルダ
- ヴァルコ・サビーノ

### 気候分類・地震分類
コンチェルヴィアーノにおけるイタリアの気候分類 (it) および度日は、zona E, 2241 GGである。
また、イタリアの地震リスク階級 (it) では、zona 2B (sismicità media) に分類される。

## 行政

### 分離集落
コンチェルヴィアーノには、以下の分離集落（フラツィオーネ）がある。
- Cenciara, Pratoianni, Vaccareccia